# あしぎんカード
株式会社あしぎんカードはかつて存在した足利銀行傘下のクレジットカード会社である。めぶきフィナンシャルグループのグループ会社であり、三菱UFJニコス（DCカードブランド）のフランチャイズ会社であった。

## 概要
栃木県・埼玉県を中心とした足銀の顧客基盤をもとにディーシーカードの発行、加盟店の獲得をしている。
2008年1月に足利銀行がDCのフランチャイジーとなり銀行本体発行である「GODDY（グッディ）カード」の取扱開始に伴い、「あしぎんDCカード」の新規募集を取り止め、現在は既存会員へのクレジットカードの事業継続と、GODDYカードの信用保証業務を銀行から受託する形態となっていた。
2016年（平成28年）10月1日、株式交換により常陽銀行を完全子会社とした「足利ホールディングス」が社名変更し、株式会社めぶきフィナンシャルグループ（めぶきFG）が発足。あしぎんカードは、めぶきFGの曾孫会社（直接の親会社は同社孫会社の足利信用保証）となった。
2021年（令和3年）4月1日、めぶきFGの関連会社である常陽クレジット（常陽銀行の連結子会社）に吸収合併され、めぶきカードとなった。この合併により、社長であった星野貢をめぶきカード社長に就任し、あしぎんカード本社は宇都宮営業部として業務を開始した。

## 親会社の変遷
元々は足利銀行の子会社だったが、2003年3月12日にあしぎんフィナンシャルグループが発足した際、少し遅れた同年3月28日付で同社の直接の子会社になって足利銀行との親子関係は切れた。同年11月29日に足利銀行が経営破綻し、同年12月25日にあしぎんFGが会社更生法適用を申請した。更生手続の過程で、2005年10月5日付で足利銀行の子会社である足利信用保証に全株式が売却。後年、前述の合併までに全株式が足利銀行に戻っている。

## 関連会社
- 足利銀行
- 三菱UFJニコス